# 다약과일박쥐
다약과일박쥐(Dyacopterus spadiceus)는 큰박쥐과에 속하는 박쥐의 일종이다. 동남아시아 순다 대륙붕에서만 발견되는 비교적 희귀한 과식성 박쥐로 특히 크라 지렵의 말레이반도, 보르네오섬과 수마트라섬에서 서식한다. 브룩다약과일박쥐(D. brooksi) 그리고 리카르트다약과일박쥐(D. rickarti)와 함께 다약과일박쥐속(Dyacopterus)에 속한다. 모든 종이 말레이시아와 태국, 필리핀의 숲에서 발견된다. 3종 모두 존재하는 표본이 드문 이유는 이 종들의 희귀성뿐만 아니라 과학자들이 표본을 붙잡기 위해 숲의 아임관(subcanopy) 층에 들어가 덫을 놓기 어렵기 때문이다.